# Catoxyethira formosae
Catoxyethira formosae är en nattsländeart som först beskrevs av Iwata 1928.  Catoxyethira formosae ingår i släktet Catoxyethira och familjen smånattsländor. Inga underarter finns listade i Catalogue of Life.